# Honhoué
Honhoué è un arrondissement del Benin situato nella città di Houéyogbé (dipartimento di Mono) con 5.204 abitanti (dato 2006).